# Ramphomicron microrhynchum
Ramphomicron microrhynchum là một loài chim trong họ Chim ruồi.